# Гнатів Адам Казимирович

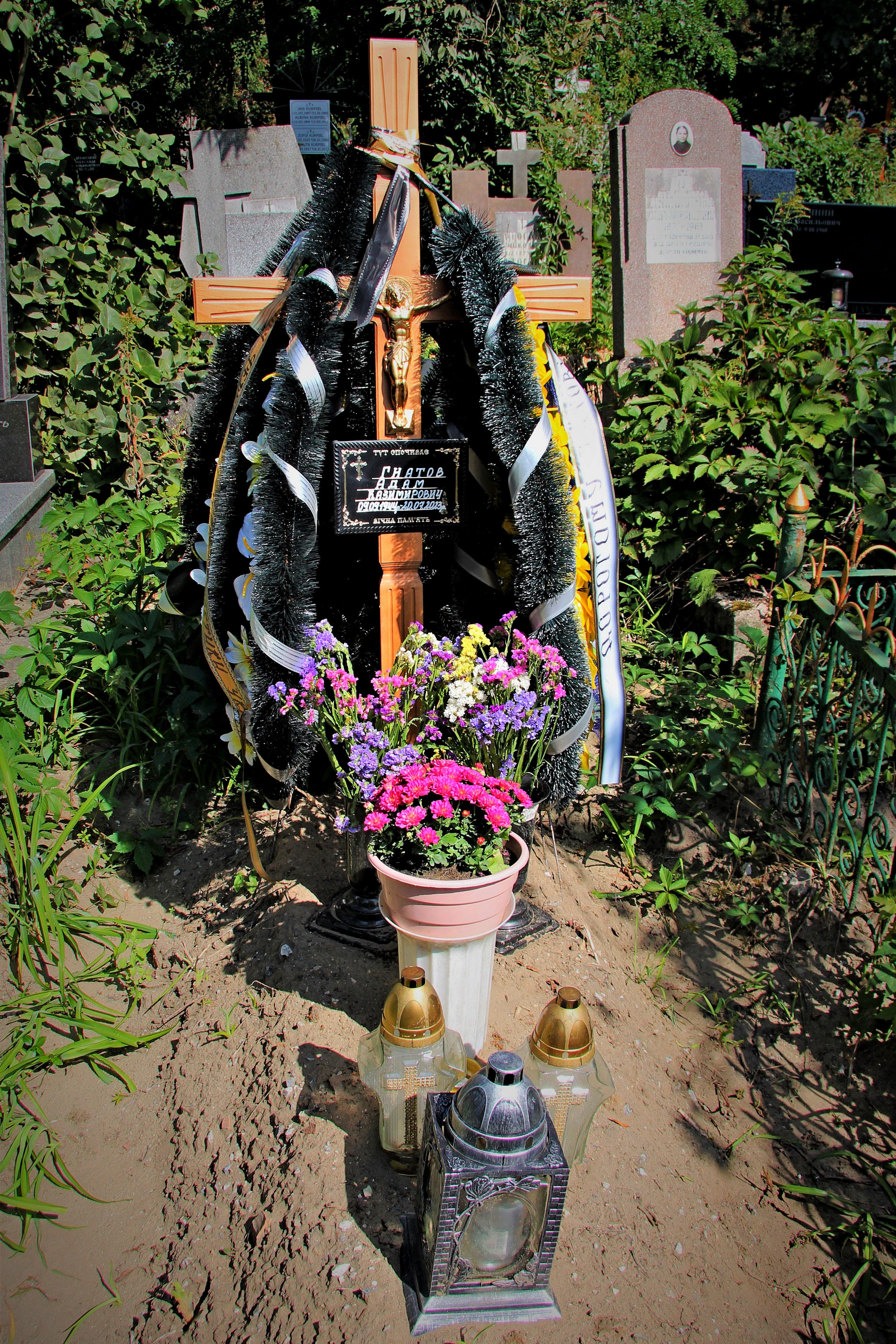

Ада́м Казими́рович Гна́тів (9 вересня 1944, Львів — 20 липня 2023, там само) — український штангіст радянських часів; вага — 51 кг, ріст — 130 см; представляв спортивні клуби «Локомотив» та «Збройні сили», заслужений майстер спорту СРСР (1969).

## Життєпис
Вихованець львівської важкоатлетичної школи «Локомотив»; низькорослого хлопця помітив тренер-штангіст Данило Наумович Зубков.
Чемпіон СРСР 1971 року у вазі 52 кілограми.
Срібний призер чемпіонату Європи 1972 року — в румунській Констанці поступився поляку Зигмунту Смальцежу з результатом 332,5 кг.
Восьмиразовий призер чемпіонатів СРСР в 1962—1978 роках.
Чемпіон 5-ї  Спартакіади народів СРСР в 1971 році.
Переможець: «Приза Дружби» 1969 та 1973 років,
- Кубка СРСР 1970 та 1972 років,
- Кубка Балтики 1971 та 1972 років.

Чемпіон УРСР у 1969—1975,1977,1980,1981 рр., 2-й призер у 1976 р.
Неодноразовий чемпіон і призер змагань ДСТ «Локомотив» та «Збройні сили».
Переможець Передолімпійського тижня в Мюнхіні 1971 року.
Переможець і призер багатьох міжнародних змагань.
Встановив 14 рекордів світу та СРСР, 18 рекордів УРСР.
Чемпіон Європи серед ветеранів 1995 року (Польща).
Нагороджений Почесною Грамотою Президіуму Верховної Ради УРСР.
В рік Мюнхенської олімпіади Міжнародна федерація важкої атлетики своїм рішенням виключає жим із змагальної програми штангістів. Таким чином останній рекорд СРСР Адама Гнатова — 120,5 кілограмів — залишився неподоланим.
Помер у Львові, похований на 29 полі Янівського цвинтаря.